# عملية ويتباك

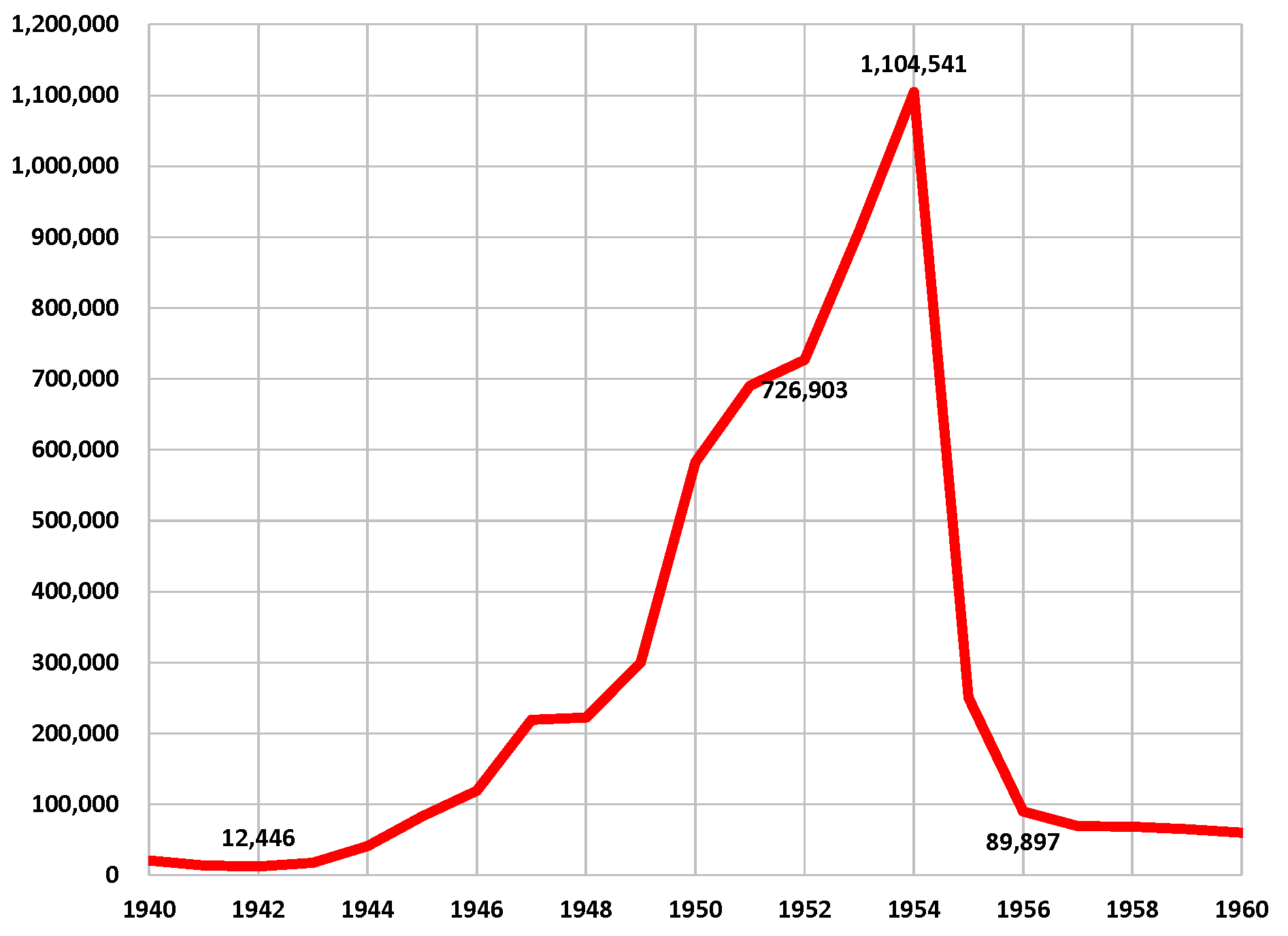

عملية ويتباك (بالإنجليزية: Operation Wetback)‏ (مصطلح Wetback هو مصطلح عنصري ضد المكسيكيين) ، هي حملة لإنفاذ قانون الهجرة الأمريكية خلال صيف 1954 وقد أسفرت عن الترحيل الجماعي للمواطنين المكسيكيين (1.1 مليون شخص وفقًا لدائرة الهجرة والتجنس الأمريكية (INS)) ، على الرغم من أن معظم التقديرات تقول أن الرقم أقرب إلى 300,000). صاغ العملية المدعي العام الأمريكي هربرت براونيل ، واطلع عليه الرئيس دوايت أيزنهاور، وقد نشأت عملية Wetback جزئيًا على الأقل استجابة لجزء من المجتمع الأمريكي الذي أصبح غاضبًا من الفساد الواسع الانتشار بين أرباب العمل والمزارعين على طول الحدود المكسيكية وعدم قدرة حرس الحدود الأمريكي على وقف تدفق العمالة غير القانونية .

## دور برنامج Bracero
في عام 1942 ، سنت حكومة الولايات المتحدة ، بالتعاون مع الحكومة المكسيكية برنامج Bracero، الذي سمح بإستقدام عمال بعقود قصيرة الأجل من المكسيك ، ويطلق على العمال اسم braceros ، ويسمح لهم البرنامج بالعمل بشكل قانوني في الولايات المتحدة. تم تصميم البرنامج في الأصل في أوائل الأربعينيات ، خلال الحرب العالمية الثانية ، لمحاربة ندرة العمال الزراعيين في زمن الحرب بسبب الخدمة العسكرية وتحول المزراعين المحليين الأمريكيين إلى وظائف التصنيع ذات الأجور الأفضل. وقد تم تمويل البرنامج من خلال اللجوء لإعانات العمل الخاصة بدافعي الضرائب، واستمر البرنامج حتى عام 1964.
على الرغم من أن معظم أصحاب العمل المتعاقدين مع الحكومة لم يدفعوا ما يكفي للعديد من العمال المكسيكيين الموثقين في البرنامج لكسب العيش الكريم، إلا أن العمال المكسيكيين الآخرين الذين لا يحملون وثائق كانو لا يزالون مستمرين بالعمل مع وعود بالعمل بوثائق، ونتيجة للسهولة التي يمكن بها توظيف المهاجرين غير الشرعيين دون عبء بيروقراطية الهجرة الرسمية، تم إصدار جزء صغير فقط من شهادات العمال الصالحة من عام 1947 إلى عام 1960. وأدت المشكلات المتعلقة بإدارة برنامج Bracero على إلى تزايد تدفق العمال غير الشرعيين إلى الولايات المتحدة وإلى احتجاج شعبي واسع النطاق على تأثر هذا الأمر على أجور العمال الأمريكيين، والذي يفترض أنه ناتج عن انتشار المهاجرين غير الشرعيين.

## ظهور وتنفيذ عملية ويتباك

دورية الحدود الأمريكية تكدس المهاجرين المكسيكيين في شاحنات أثناء نقلهم إلى الحدود للترحيل.

في عام 1954 ، أعاد المدعي العام براونيل المبادرة التي ستصبح في نهاية المطاف عملية Wetback. اسمها مشتق من مصلح wetback، وهو مصطلح هجومي للعديد من المهاجرين المكسيكيين الذين اجتازوا ريو غراندي لعبور الحدود بين المكسيك والولايات المتحدة بشكل غير قانوني. (في عام 1953 وحده، احتجزت الحكومة الفيدرالية الأمريكية حوالي 886,000 شخص لدخولهم الولايات المتحدة بشكل غير قانوني من المكسيك.) وركزت المبادرة على هدفين رئيسيين:
(1) وقف تدفق العمال المكسيكيين غير القانونيين وغير الموثقين إلى الولايات المتحدة.
(2) عقاب أصحاب العمل الذين يأوون هؤلاء العمال.
وقد واجهت الخطة مقاومة من بعض المشرعين وكذلك من الجماعات الزراعية التي مارست الضغط على الكونغرس. اعترض العديد من المشرعين على أحد المبادئ المركزية للمبادرة - وهو أنه يجب معاقبة أرباب العمل للعمال غير القانونيين - لأن إثبات وعي أصحاب العمل بوضع العمال غير القانوني سيكون أمراً صعباً. علاوة على ذلك، كان بعض المشرعين مترددين في نهج براونيل العسكري، والذي تضمن تنفيذ الخطة مثل الغزو. وفي النهاية، فشل الكونغرس في تمرير تشريع يجيز معاقبة أولئك الذين وظفوا عمالًا غير قانونيين، لكنه خصص تمويلًا متزايدًا لحرس الحدود.
إن تعيين الجنرال جوزيف سوينغ، إلى جانب كبار القادة العسكريين الآخرين، للإشراف على تنفيذ عملية Wetback أدى بالفعل إلى جعل الحملة التي تم تنفيذها تأخذ طابع العدوانية والدقة المميزة لهجوم عسكري واسع النطاق. على مدار الصيف، تم اعتقال وترحيل عشرات الآلاف (إن لم يكن مئات الآلاف ) من المهاجرين غير الشرعيين، ووفقًا لبعض الروايات، تم نقلهم في بعض الأحيان بطريقة غير إنسانية. وفي الوقت نفسه، كان يصاحب العملية الأمريكية وجود هجرة جماعية من المهاجرين غير الشرعيين أنفسهم والذين يحاولون العودة إلى المكسيك. ونتيجة للخوف من الجيش والسلطات المحلية، دعم العديد من أصحاب العمل عودة عمالهم غير الشرعيين إلى المكسيك.

## خاتمة
أفادت دائرة خدمات الهجرة والجنسية الأمريكية أن حوالي 1.1 مليون عامل لا يحملون وثائق غادروا البلاد إما طواعية أو من خلال الملاحقة القضائية نتيجة للعملية؛ ومع ذلك، هناك تشكيك بعدد المهاجرين غير الشرعيين الذين غادروا منذ فترة طويلة، ويرجع ذلك إلى صعوبة تحديد قياسات المغادرة «الطوعية» من البلاد. على الرغم من أن عملية Wetback هدأت مؤقتًا المواطنين الغاضبين، ظل برنامج Bracero فعالا لمدة عقد آخر، مما سمح باستمرار تدفق المهاجرين المكسيكيين الشرعيين. علاوة على ذلك، قد تكون عملية Wetback قد ردعت الهجرة غير الشرعية لفترة من الوقت، لكنها لم تخفف من الطلب على العمالة (وخاصة العمالة الرخيصة) في الولايات المتحدة. لذلك، لا يزال العديد من أرباب العمل في الصناعات الزراعية بحاجة إلى عمل المهاجرين من أجل تلبية الطلبات بشكل كاف والمنافسة في السوق.